# Азербайджанска съветска социалистическа република
Азербайджанската съветска социалистическа република (АзССР) е съюзна република на Съюза на съветските социалистически републики (Съветски съюз, СССР).
Разположена е в източната част на Закавказието, до бреговете на Каспийско море.
Азербайджанската ССР е образувана през 1920 година. От 12 март 1922 до 5 декември 1936 година
е част от Закавказката СФСР. ЗСФСР влиза в състава на СССР на 30 декември 1922 година, когато е закрита и АзССР става пряк федеративен член на СССР.
В състава на Азербайджанската ССР влизат 2 автономни образувания:
- Нагорно-Карабахска автономна област
- Нахичеванска автономна съветска социалистическа република

На 9 ноември 1990 година е преименувана в „Азербайджанска република“. В състава на СССР остава до разпускането му през декември 1991 г., когато обявява независимост.